# Altar mayor (película)
Altar mayor es una película española basada en la novela homónima de Concha Espina, dirigida por Gonzalo Delgrás y estrenada en el año 1944. Rodada en Covadonga, Asturias, en blanco y negro.

## Argumento
El joven Javier y su prima Teresina se quieren, pero la madre del chico consigue casarle con Leonor, una chica de nivel social similar al suyo.